# Aliens: Fuorilegge
(Professor Kleist.)
Aliens: Fuorilegge (Aliens: Rogue) è una miniserie a fumetti di 4 numeri pubblicata dalla Dark Horse Comics tra l'aprile e il luglio del 1993.

## Trama
In questa miniserie il professor Kleist cerca di produrre una nuova specie di alieni con DNA umano, in modo da renderli più mansueti ed obbedienti.

## Ristampe e adattamenti
La miniserie è stata ristampata in volume diverse volte negli Stati Uniti:
- Aliens: Rogue, ottobre 1994
- Aliens, Vol. 6: Rogue, agosto 1997
- Aliens Omnibus: Volume 2, dicembre 2007

È stata anche adattata in un romanzo omonimo scritto da Sandy Schofield nel 1995.